# Ulf Dinkelspiel
Ulf Adolf Roger Dinkelspiel, född 4 juli 1939 i Stockholm, död 9 januari 2017 på Trångsunds herrgård i Huddinge (men skriven i Oscars distrikt i Stockholm), var en svensk finansman, moderat politiker och diplomat. Han var Europa- och utrikeshandelsminister 1991–1994.

## Utbildning
Ulf Dinkelspiel var son till direktör Max Dinkelspiel och Brita, född Björnstjerna. Han var bror till Claes Dinkelspiel och i äktenskapet med friherrinnan Louise Ramel far till bland andra finansmannen Jan Dinkelspiel.
Såväl Ulf Dinkelspiel som hans två år yngre bror Claes fick anställning vid Öhman Fondkommission där fadern var verkställande direktör. Ulf Dinkelspiel tog studentexamen vid Beskowska skolan i Stockholm 1956. Där var han ordförande och aktiv i skolans förening för gevärsskytte, ett fritidsintresse som senare kom att övergå till jakt och golf. Under sin följande studietid vid Handelshögskolan i Stockholm började han 1957 arbeta som ”dörrvakt” på börsen för Öhman Fondkommission, vilket innebar telefonkontakt med kunder utan befogenhet att mäkla affärer. Efter civilekonomexamen, genomförd värnplikt och en kortare anställning på Enskilda Banken var Dinkelspiel tillbaka på Öhman, nu som mäklande 21-åring. Han var då den yngste mäklaren i Sverige. Egentligen skulle man vara 25 år fyllda. Han har själv sagt sig vara Sveriges första yuppie.

## Karriär
Dinkelspiel valde att söka sig utanför familjebolaget. Han var anställd på Utrikesdepartementet från 1962 och tjänstgjorde bland annat i Tokyo 1963–1965, på OECD-delegationen i Paris 1965–1967 och i Washington, D.C. 1975–1979. Så småningom blev han ambassadör (1982) och chefsförhandlare för EG-frågor 1988–1991.
Sitt första politiska uppdrag fick Dinkelspiel då han 1979 rekryterades till statssekreterare i Handelsdepartementet av den moderate handelsministern Staffan Burenstam Linder, som hade lärt känna Dinkelspiel under tiden på Enskilda Banken. Åren 1981–1982 var han biträdande kabinettssekreterare vid Utrikesdepartementet. Även om han inte dolde var den politiska hemvisten låg, gick han inte med i moderaterna förrän han ombads bli statsråd i Utrikesdepartementet (Europa- och utrikeshandelsminister) i Carl Bildts regering 1991–1994. Som Europaminister medverkade han i förhandlingarna om svenskt medlemskap i EU. Efter den borgerliga valförlusten 1994 återgick Dinkelspiel till näringslivet och var bland annat vd för Exportrådet 1995–2003
Han fick erfarenheter av både det privata näringslivet och den offentliga sektorn. Dinkelspiel menade att skillnaderna mellan dessa två världar var stor, men att den som påstod att det bland politiker är "mycket snack och lite verkstad" inte har förstått att dessa arbetar under helt andra villkor.
Till näringsminister Leif Pagrotsky lämnade Ulf Dinkelspiel i december 2004 sitt betänkande på utredningsuppdraget att föreslå organisation och verksamhetsprioriteringar för det Östersjöcentrum som ska etableras på Gotland.
Dinkelspiel hade flera styrelseuppdrag bland annat i E. Öhman J:or Kapitalförvaltning (ordförande), E. Öhman J:or AB, E. Öhman J:or Fondkommission AB, Nordnet AB, Springtime AB, Kungliga Tekniska högskolan, Handelshögskoleföreningen och ICC Sweden (vice ordförande). Från 2004 även i AB Ångpanneföreningen (ÅF) och Landshypotek (styrelseordförande).  Han avled i cancer och är begravd på Norra begravningsplatsen utanför Stockholm.

## Utmärkelser
- Storkors av Norska förtjänstorden (1 juli 1992)[8]

- Ledamot av Ingenjörsvetenskapsakademien sedan 1990

## Böcker av Ulf Dinkelspiel
- Den motvillige europén - Sveriges väg till Europa. Stockholm: Bokförlaget Atlantis 2009.

## I populärkultur
- Ulf Dinkelspiel nämns, tillsammans med (Carl Bildt och Anders Björck) i Galenskaparna och Aftershaves låt "Den offentliga sektorns rap" samt även i Åtta Bier Ti Min Fars låt "Nere på knä".[9]